# Matthias Schumann
Matthias Schumann (* 1959 in Dortmund) ist ein deutscher Wirtschaftsinformatiker.

## Leben
Nach dem Studium der Betriebswirtschaftslehre an den Universitäten Bielefeld und Göttingen war Schumann wissenschaftlicher Mitarbeiter am Lehrstuhl für Betriebswirtschaftslehre, insbesondere Wirtschaftsinformatik an der Universität Erlangen-Nürnberg.
Seit 1991 hat er eine Professur für Betriebswirtschaftslehre und Wirtschaftsinformatik (Professur für Anwendungssysteme und E-Business) an der Universität Göttingen inne. Er ist geschäftsführender Leiter des Instituts für Wirtschaftsinformatik an der Universität sowie Direktor des gemeinsamen Rechenzentrums der Wirtschaftswissenschaftlichen Fakultät und der Sozialwissenschaftlichen Fakultät. Im Zeitraum von April 2001 bis März 2005 war er ein Vizepräsident der Universität Göttingen.
In der Forschung beschäftigt sich Schumann insbesondere mit der Digitalisierung von Produktionsprozessen, der Digitalisierung der Wissensarbeit, der Kompetenzmessung & dem E-Learning als auch mit Sozialen Medien im Unternehmenskontext.
Zu ehemaligen Forschungsschwerpunkten zählen die Forschung an Informationssystemen bei Finanzdienstleistern, Informationssystemen im Personalmanagement, Innovativen Technologien und Architekturen, Konvergenten Märkten der Internetökonomie, Ressourcenschonung durch IT-Einsatz und Wissens- und Bildungsmanagement.

## Hauptwerke
- M. Schumann u. a.: Grundzüge der Wirtschaftsinformatik. 10. Auflage. Springer, Berlin 2010, ISBN 978-3-642-14726-5.
- M. Schumann, T. Hess: Grundfragen der Medienwirtschaft. 3. Auflage. Springer, Berlin 2006, ISBN 3-540-29228-4.
- M. Schumann: Management von virtuellen Unternehmen. Universitätsverlag, Göttingen 2004, ISBN 3-930457-68-7.
- M. Schumann, T. Hess: Medienunternehmen im digitalen Zeitalter. Gabler, Wiesbaden 1999, ISBN 3-409-13064-0.
- M. Schumann, H. Schüle, U. Schumann: Entwicklung von Anwendungssystemen : Grundzüge eines werkzeuggestützten Vorgehens. Springer, Berlin 1994, ISBN 3-540-57989-3.